# Paweł Juraszek
Paweł Juraszek (8 oktober 1994) is een Pools zwemmer die is gespecialiseerd in de vrije slag. Hij nam eenmaal deel aan de Olympische Spelen.

## Biografie
In 2016 nam Juraszek deel aan de Olympische Spelen in Rio de Janeiro. Hij nam deel aan de 50 meter vrije slag. Hij werd uitgeschakeld in de reeksen. Met een tijd van 22,50 eindigde hij op de 35e plaats.
Tijdens de Wereldkampioenschappen zwemmen 2017 kon Juraszek zich kwalificeren voor de finale van de 50 meter vrije slag. In deze finale eindigde hij in een Pools record op de vijfde plaats.

## Internationale toernooien
| Jaar | Olympische Spelen  | WK langebaan      | WK kortebaan      | EK langebaan      | EK kortebaan |
| ---- | ------------------ | ----------------- | ----------------- | ----------------- | --- |
| 2016 | 35e 50m vrije slag |                   | geen deelname     | geen deelname     | |
| 2017 |                    | 5e 50m vrije slag |                   |                   | 4e 50m vrije slag · 4x50m vrije slag · 4e 4x50m vrije slag gemengd · 6e 4x50m wisselslag gemengd · Juraszek zwom enkel in de series |
| 2018 |                    |                   | 5e 50m vrije slag | 8e 50m vrije slag | |
| 2019 |                    | 7e 50m vrije slag |                   |                   | 4-17 december |

## Persoonlijke records
Bijgewerkt tot en met 18 augustus 2019
Kortebaan
| Afstand        | Tijd  | Datum            | Plaats     |
| -------------- | ----- | ---------------- | ---------- |
| 50m vrije slag | 20,81 | 15 december 2017 | Kopenhagen |

Langebaan
| Afstand        | Tijd  | Datum       | Plaats |
| -------------- | ----- | ----------- | ------ |
| 50m vrije slag | 21,45 | 24 mei 2018 | Łódź   |